# Назарян, Борис Аршалуйсович
Бори́с Аршалу́йсович Назаря́н (арм. Բորիս Արշալույսի Նազարյան; родился 12 сентября 1958, Арарат, Армянская ССР) — советский и армянский юрист и государственный деятель. Советник премьер-министра Армении (2001-2006).

## Биография
1958 — родился в городе  Арарат, Армянская ССР).
1975 — окончил среднюю школу N1 в Арарате.
1976—1981 — учился на юридическом факультете Ереванского государственного университета.
1981—1989 — работал старшим юристом в Агропроме Армении.
1989—1996 — работал помощником Араратского межрайонного прокурора.
1996—1999 — был прокурором Араратской области.
1999—2001 — был генеральным прокурором Армении.
2001—2006 — был советником премьер-министра Армении.